# Tom Thomson

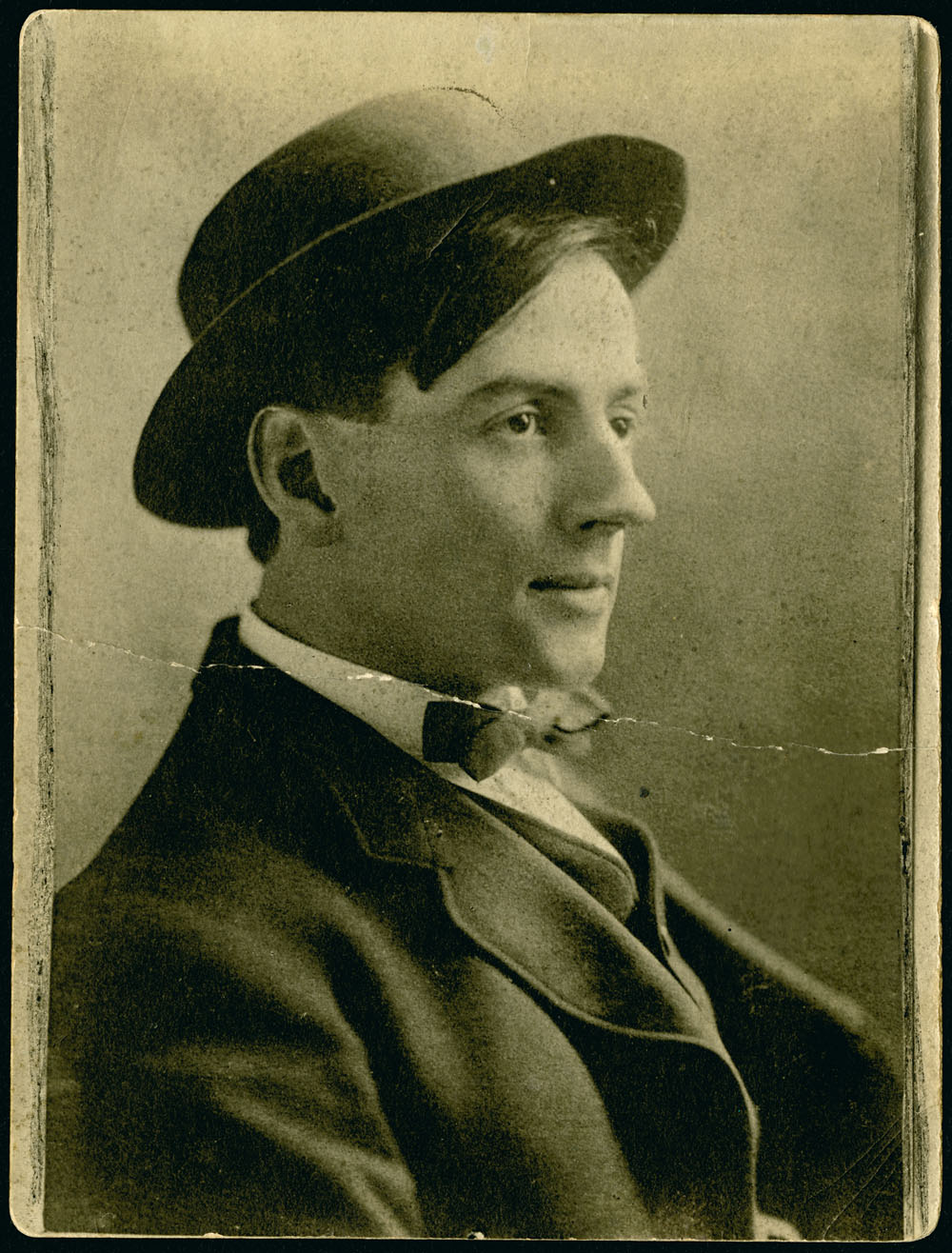
Tom Thomson, ca. 1905/1910

Tom Thomson (* 5. August 1877 in Claremont, Ontario; † 8. Juli 1917 in Canoe Lake im Algonquin Provincial Park) war ein kanadischer Maler, der zu den bedeutendsten Vertretern der Landschaftsmalerei seines Landes zählt. Er ist vor allem für seine ausdrucksstarken Darstellungen der kanadischen Wildnis bekannt, die als Vorläufer des Stils der Group of Seven gelten, obwohl er selbst nie offiziell Mitglied dieser Künstlergruppe war.

## Leben

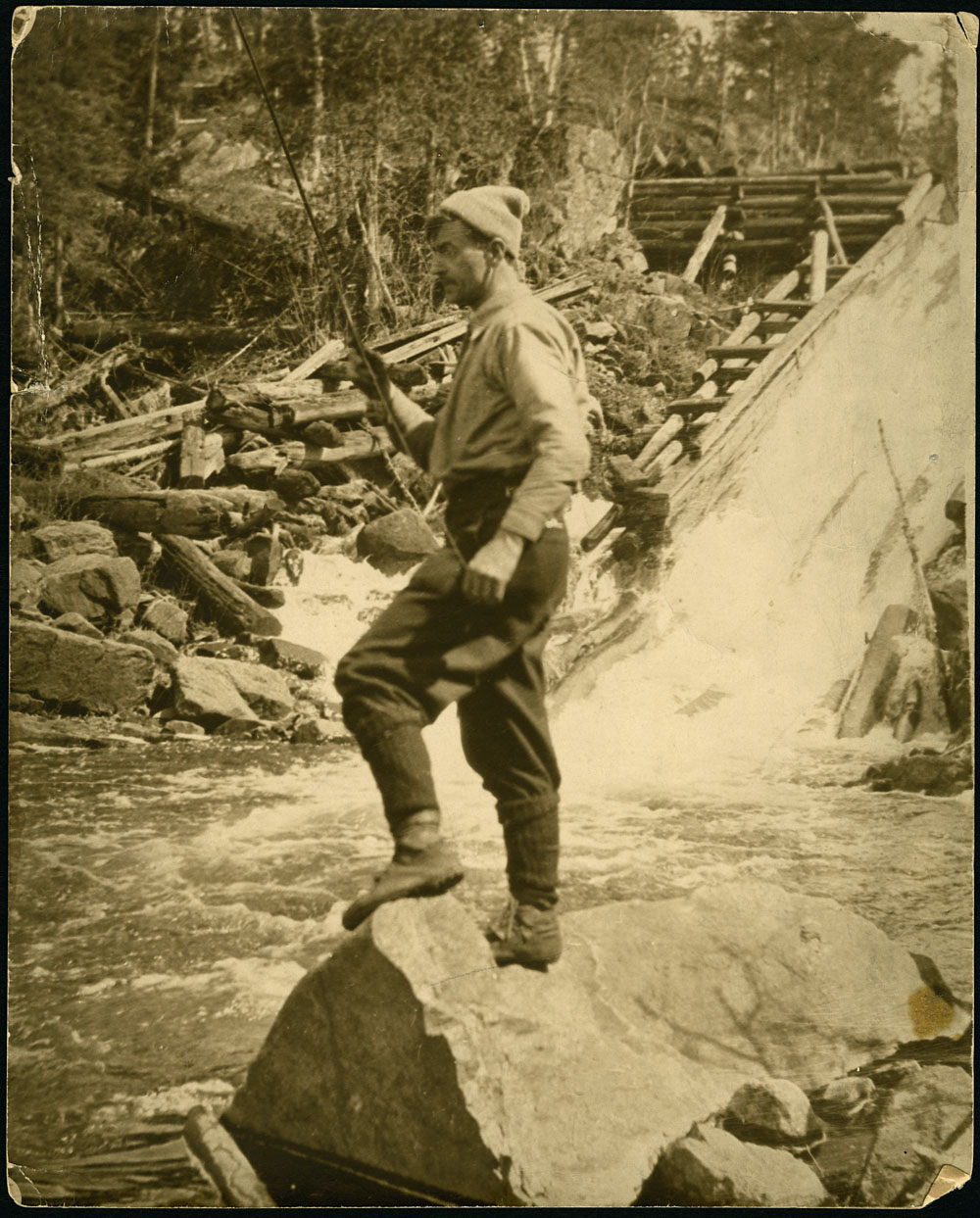
Tom Thomson beim Angeln am Tea Lake Dam, Algonquin Park, 1916.

Tom Thomson wurde 1877 in Claremont, Ontario als sechstes von zehn Kindern geboren. Die Familie zog 1881 nach Leith in der Nähe von Owen Sound. Thomsons künstlerisches Talent zeigte sich schon früh, aber er begann seine Karriere nicht als Künstler. 1905 zog Tom Thomson nach Seattle, wo er in einem Fotostudio arbeitete. 1907 kehrte er nach Toronto zurück und begann, seine künstlerischen Fähigkeiten weiterzuentwickeln.
Tom Thomson besuchte vermutlich Abendkurse an der Central Ontario School of Art and Design in Toronto und studierte 1905 bei William Cruikshank. Tom Thomson trat 1909 in die Firma Grip Limited, Engravers, und 1912 in die Firma Rous and Mann Press Limited ein. Dort und im Toronto Arts and Letters Club lernte Thomson Mitglieder der späteren Group of Seven kennen. Im Studio Building teilte er sich die Ateliers mit A. Y. Jackson und Franklin Carmichael. Tom Thomsons Werk spiegelt seine Auseinandersetzung mit dem Arts and Crafts Design, den Arbeiten seiner Künstlerfreunde und der zeitgenössischen skandinavischen Kunst wider, wie sie die Mitglieder der Group of Seven, Lawren Harris und James E. MacDonald, 1913 in einer Ausstellung in Buffalo präsentierten.
Tom Thomson begann 1911 zu malen und wurde 1913 (mit der Unterstützung von James MacCallum) hauptberuflich Künstler. Thomson besuchte 1911 zum ersten Mal den Algonquin Park und arbeitete dort als Wildnisführer. Er skizzierte meist im Frühjahr oder Sommer und verbrachte den Winter in Toronto, wo er seine Skizzen zu größeren Gemälden ausarbeitete. Gegen Ende des Jahres 1915 begann Thomson, seine Landschaften mehr aus der Phantasie heraus zu malen. Oft suchte er nach einer natürlichen Gegebenheit, die seinen Vorstellungen entsprach, oder er malte Landschaften aus dem Gedächtnis in seinem Atelier in Toronto.
Am 8. Juli 1917 wurde Thomsons Leiche im Canoe Lake im Algonquin Provincial Park gefunden. Die Todesursache ist bis heute ungeklärt, die Theorien reichen von Unfall bis Mord. Zahlreiche Spekulationen und Legenden ranken sich um den mysteriösen Tod des Künstlers. Seine Werke sind heute in bedeutenden kanadischen Museen wie der Art Gallery of Ontario und der National Gallery of Canada – Musée des beaux-arts du Canada ausgestellt.

## Werk
Thomson schuf vor allem Ölstudien und Gemälde, die die kanadische Landschaft in kräftigen Farben und mit dynamischem Pinselstrich darstellen. Zu seinen bekanntesten Werken zählen The Jack Pine (1916–1917) und The West Wind (1917). Seine Werke zeichnen sich durch einen impressionistischen Ansatz und eine tiefe Verbundenheit mit der kanadischen Natur aus. Die Kombination von Farben, Formen und Kompositionen machten ihn zu einem Wegbereiter der modernen kanadischen Malerei.

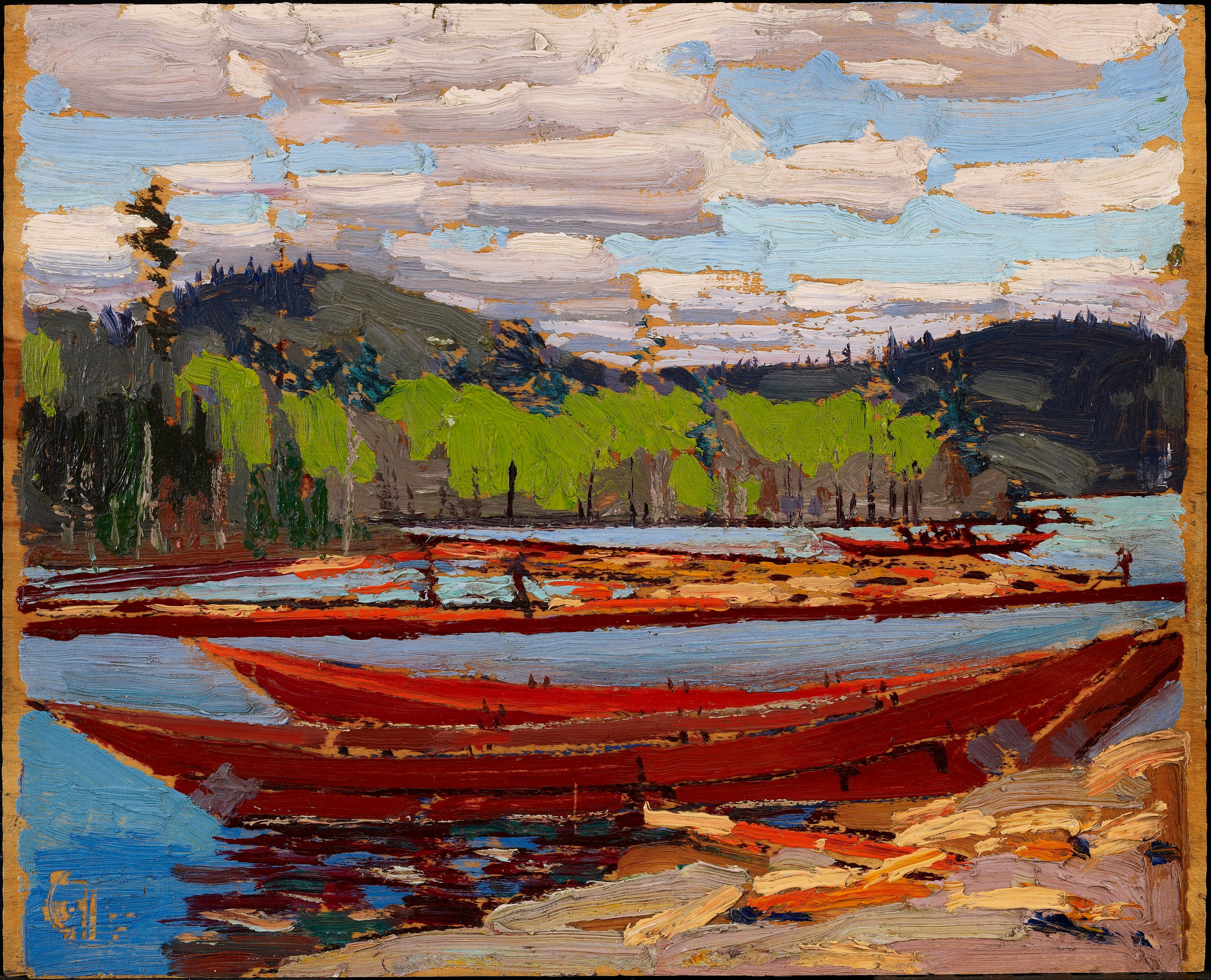
Boats, 1916. Art Gallery of Ontario
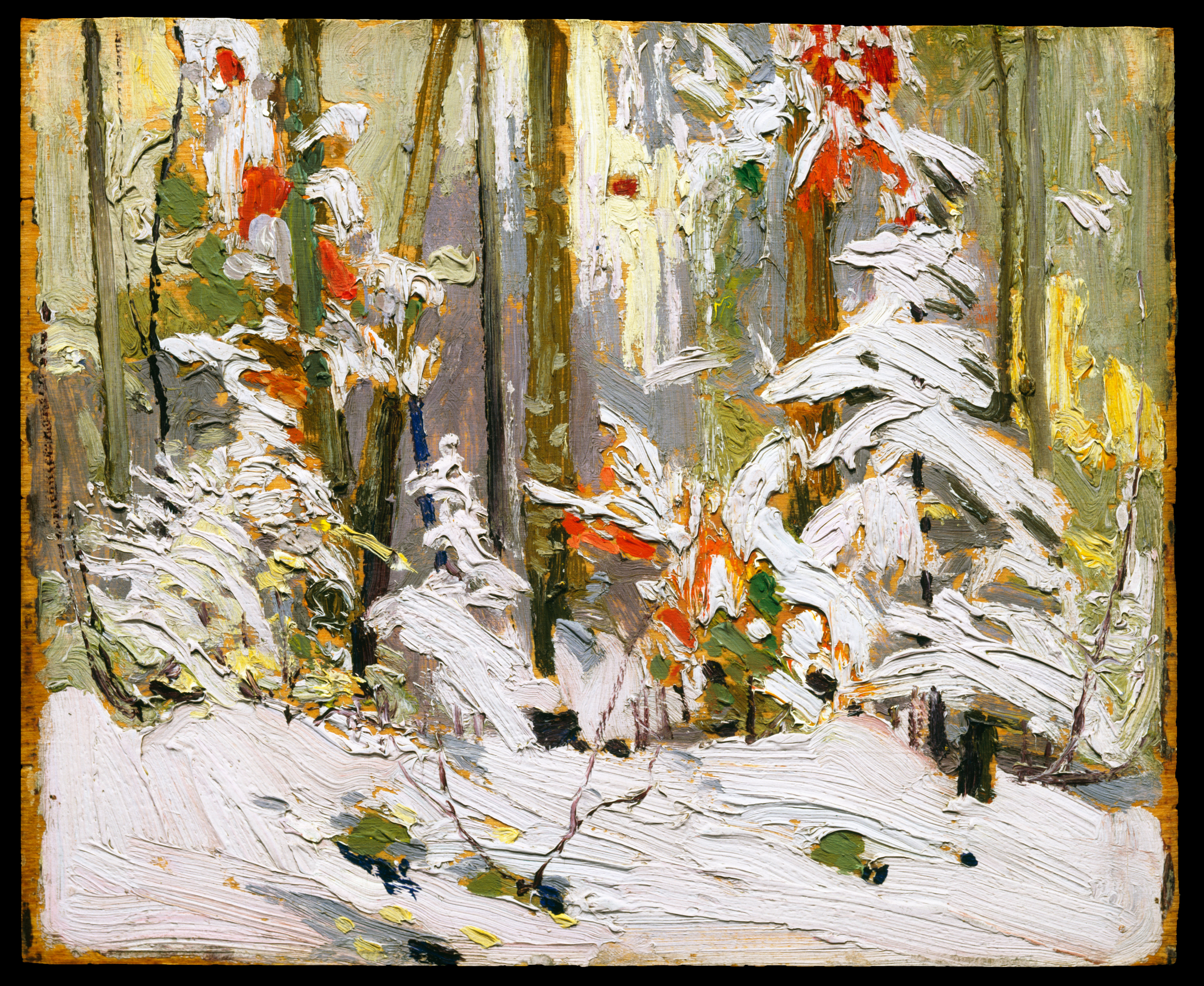
Unterholz im Winter, Herbst 1916. McMichael Canadian Art Collection
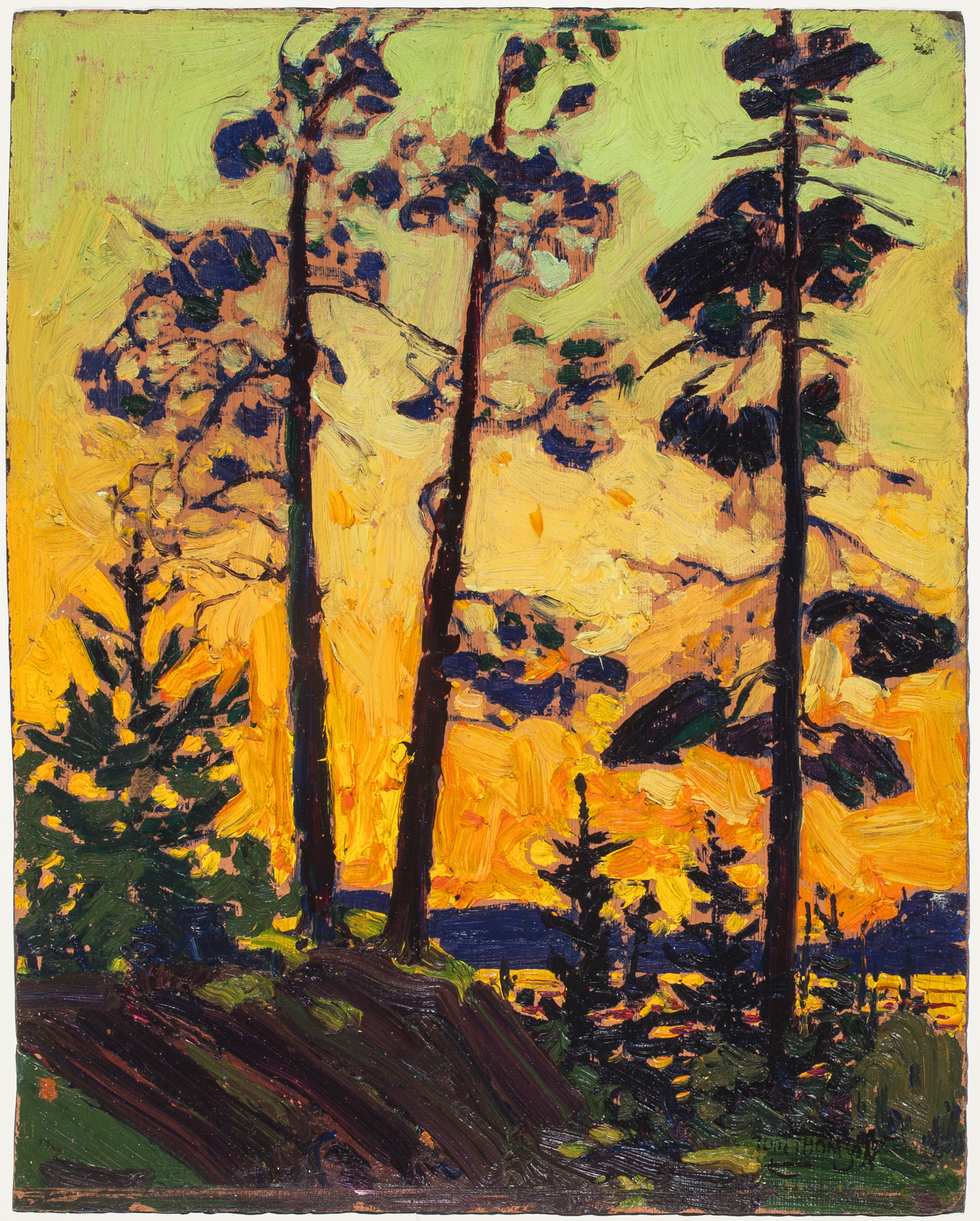
Tannenbäume bei Sonnenuntergang, Sommer 1915. Privatsammlung
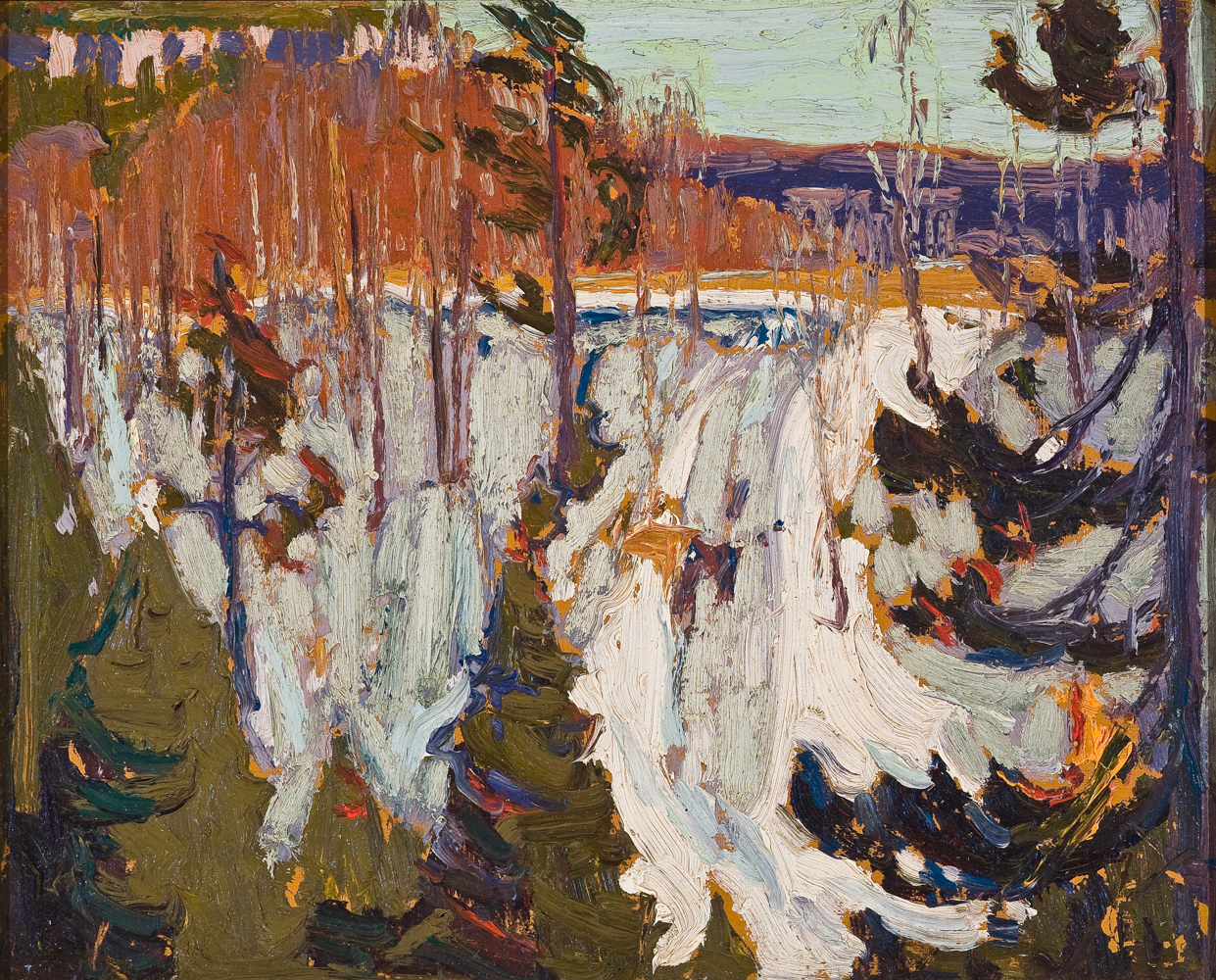
Schneewehe, Frühling 1916. University College Collection, University of Toronto
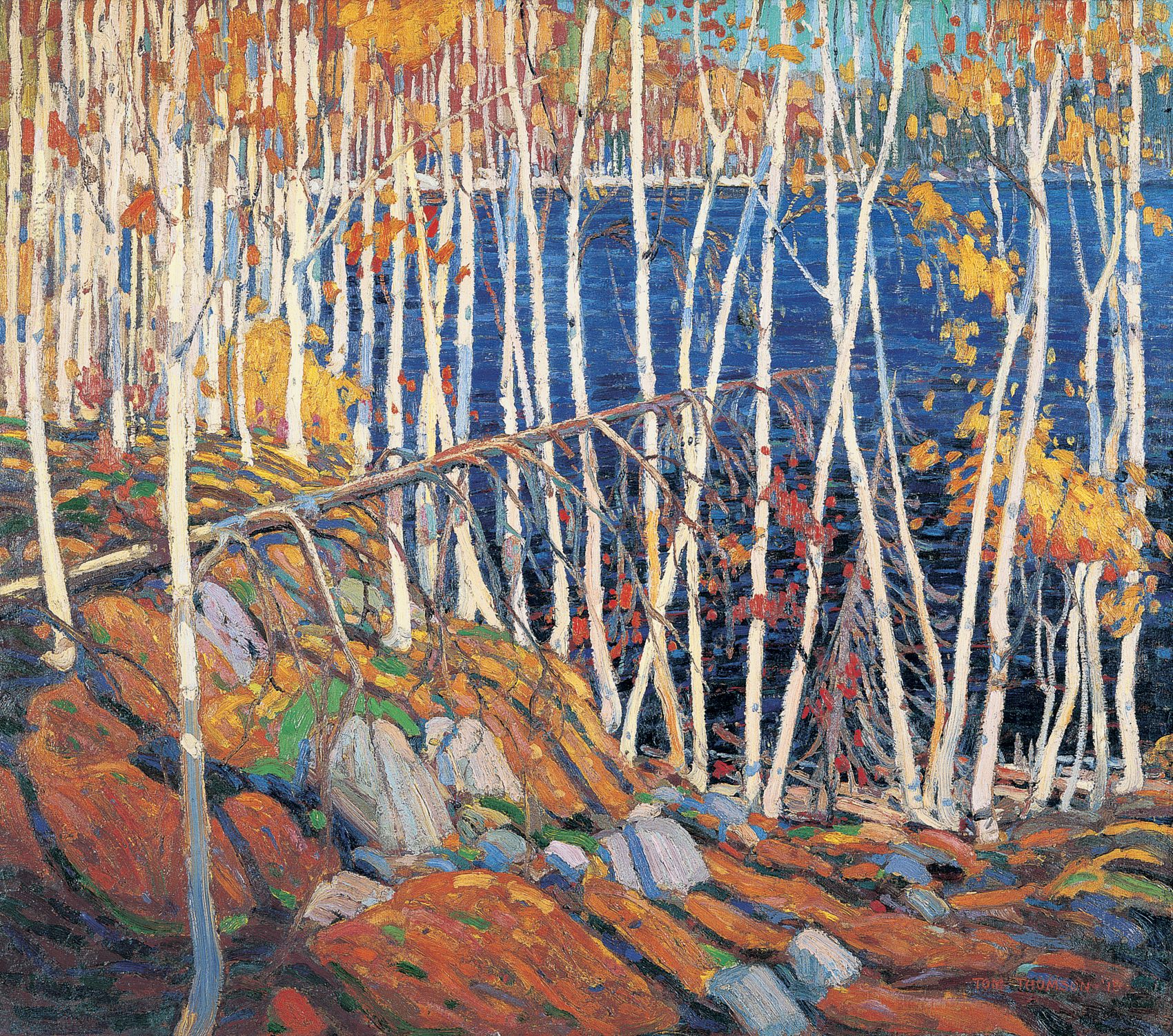
Northland, Winter 1915/16. Musée des beaux-arts de Montréal
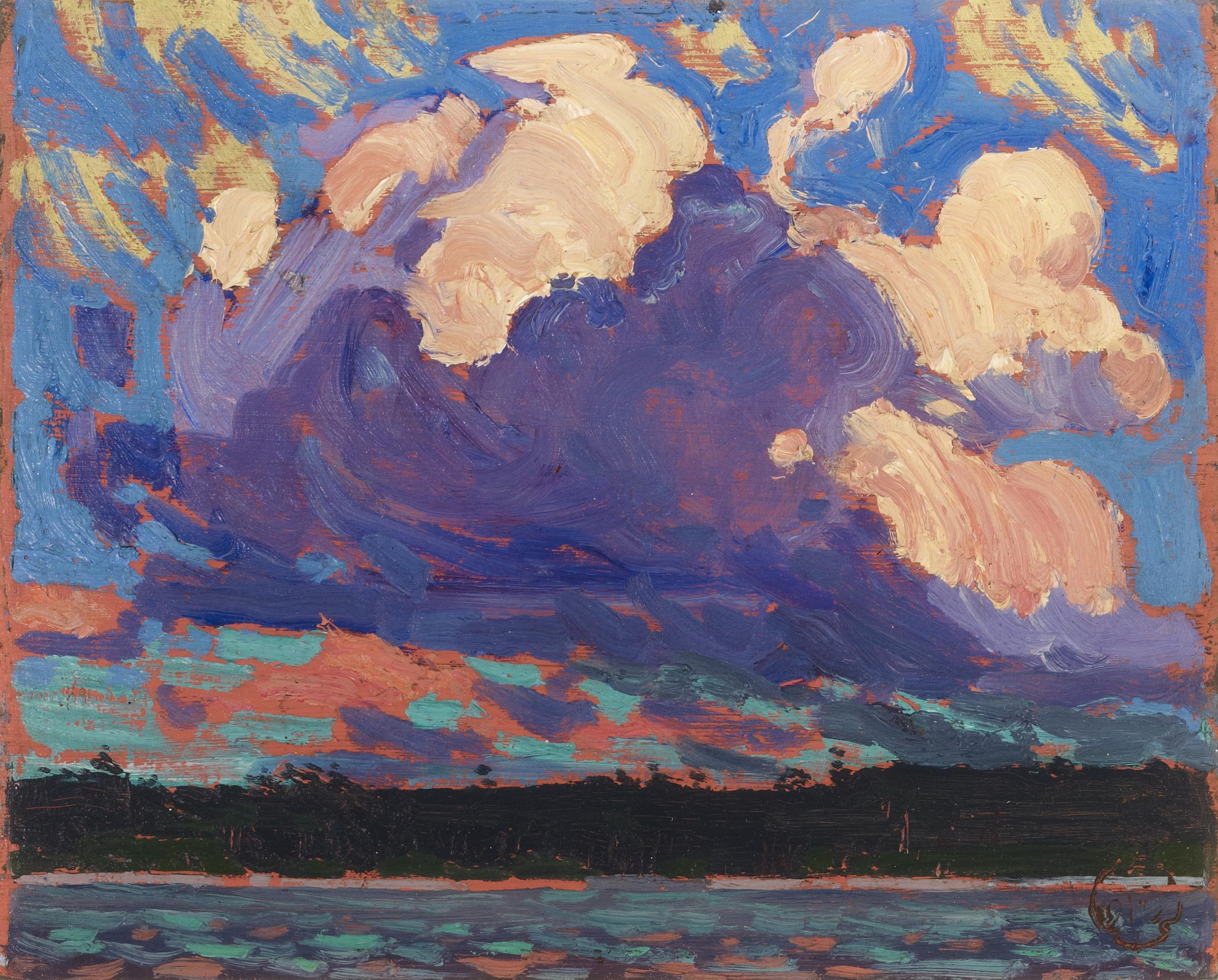
Wolken am Abend, Herbst 1915. Art Gallery of Ontario
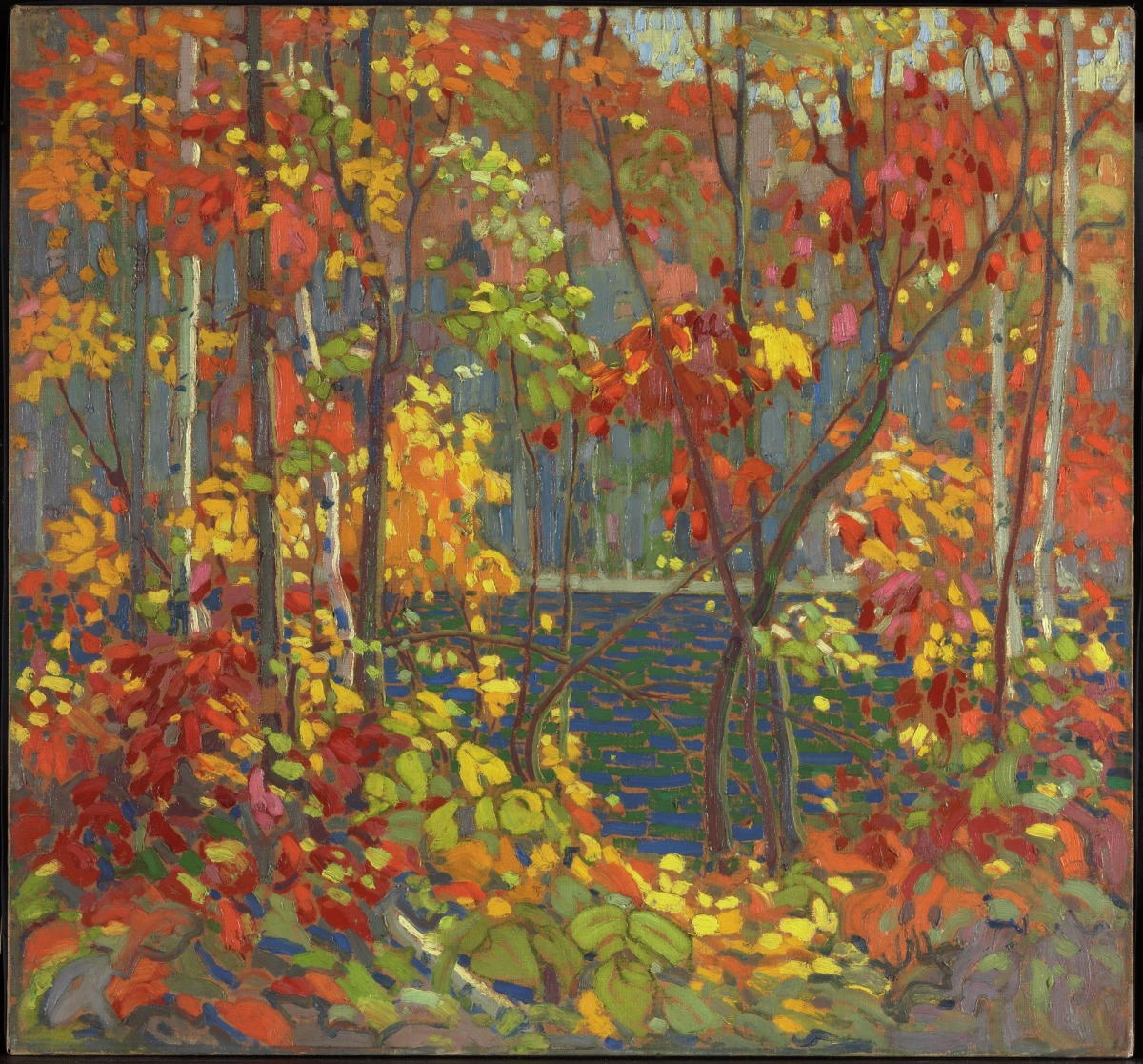
The pool, Winter 1915/16. National Gallery of Canada – Musée des beaux-arts du Canada
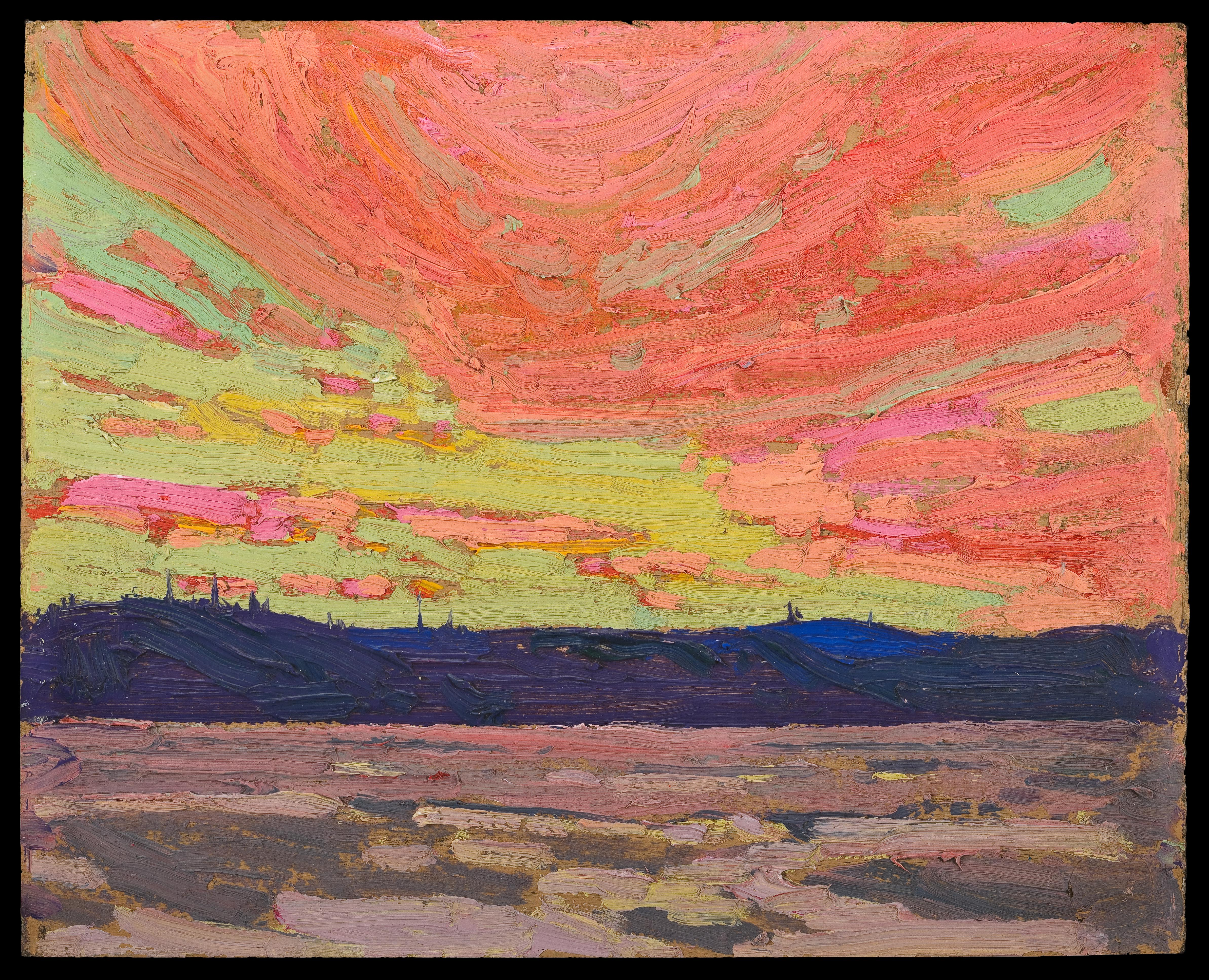
Sonnenuntergang, Sommer 1915. McMichael Canadian Art Collection
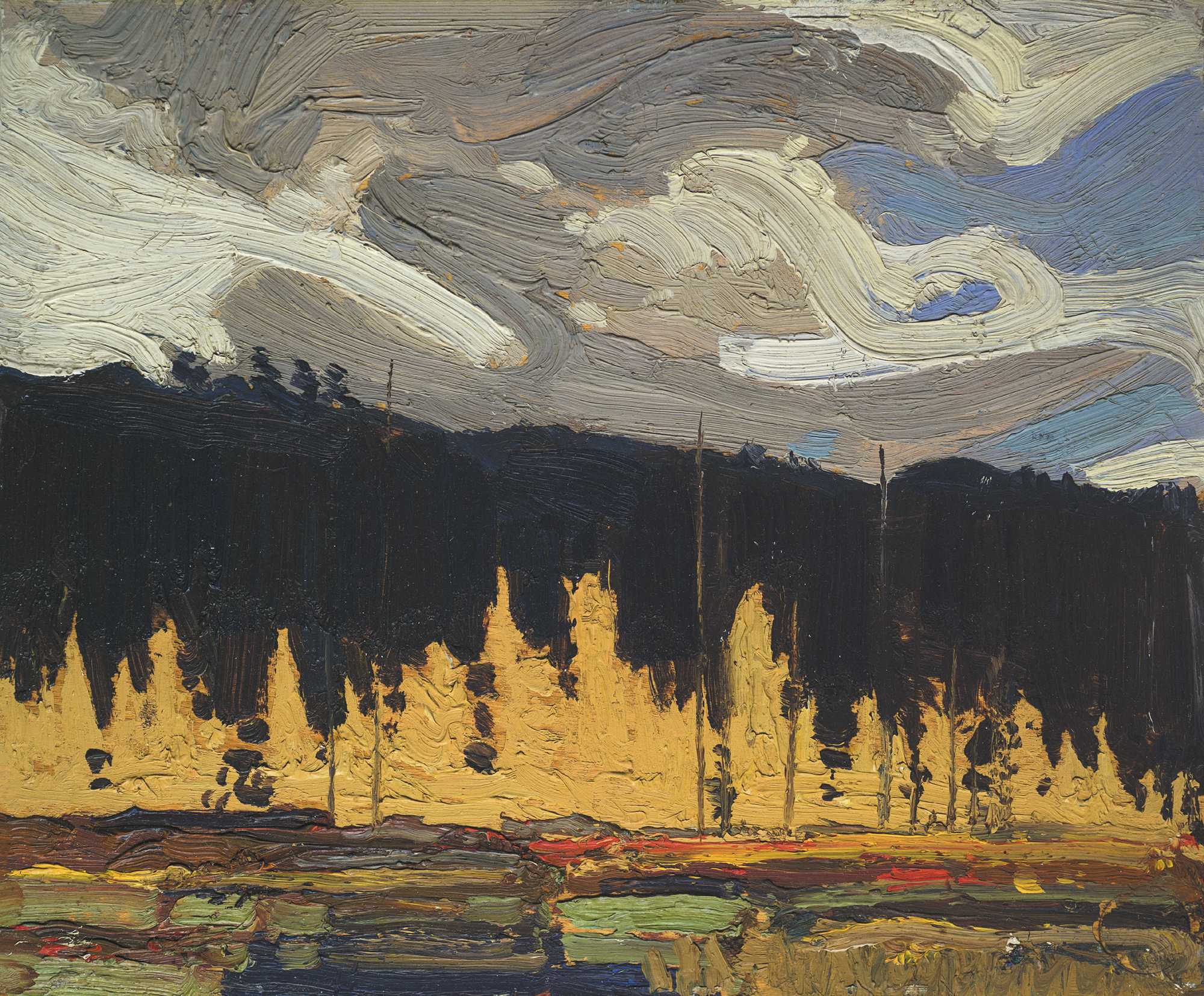
Tamarack Swamp, Herbst 1915. Privatsammlung
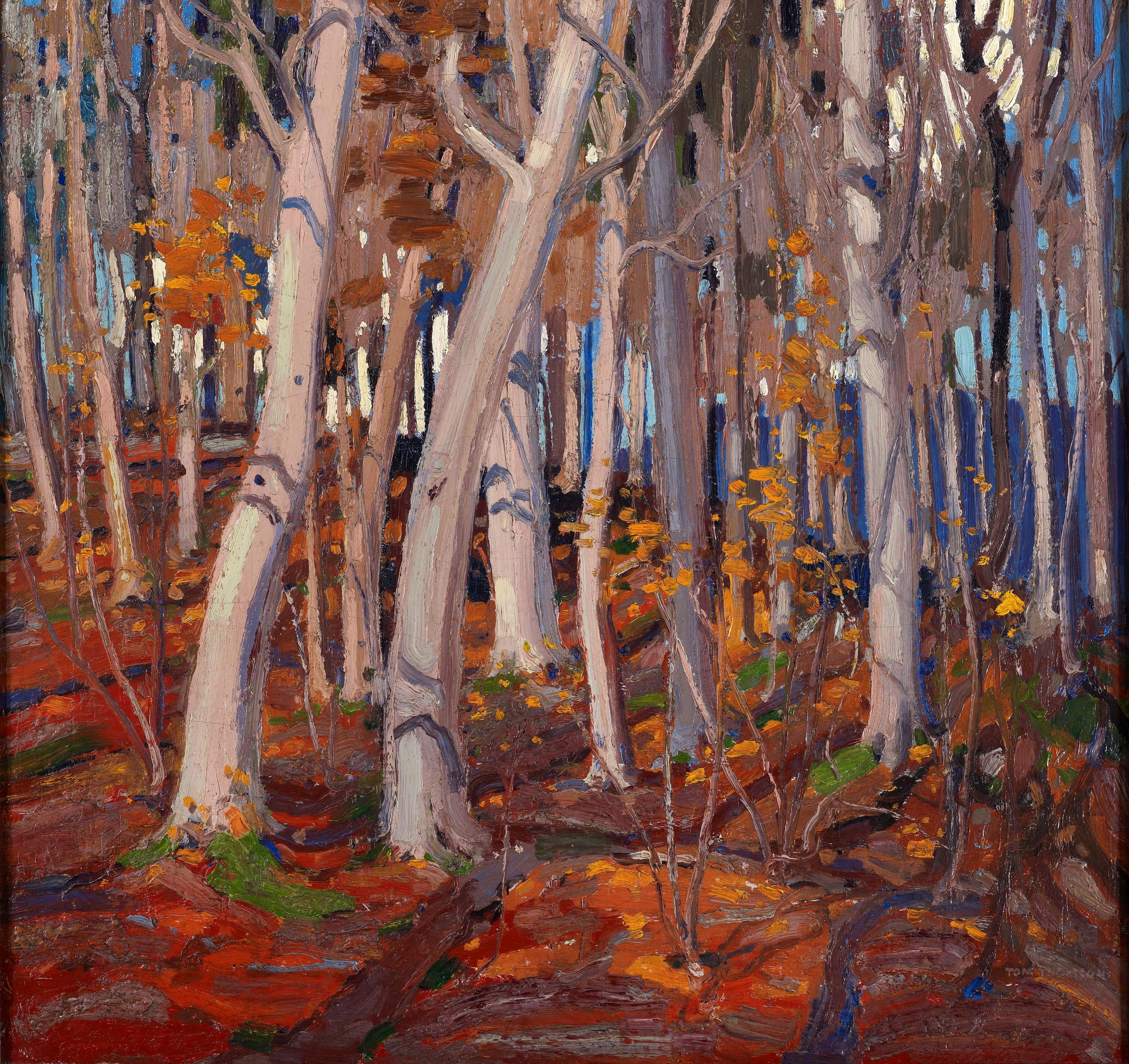
October,  Winter 1915/16. Privatsammlung
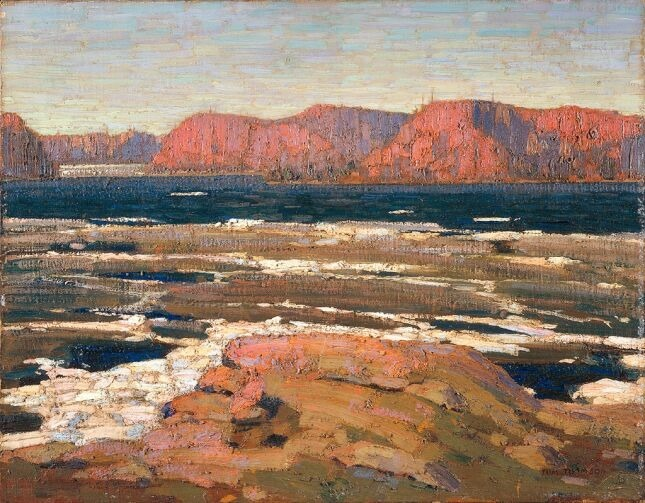
Petawawa-Schluchten (Vorfrühling),  Winter 1914/15. National Gallery of Canada – Musée des beaux-arts du Canada
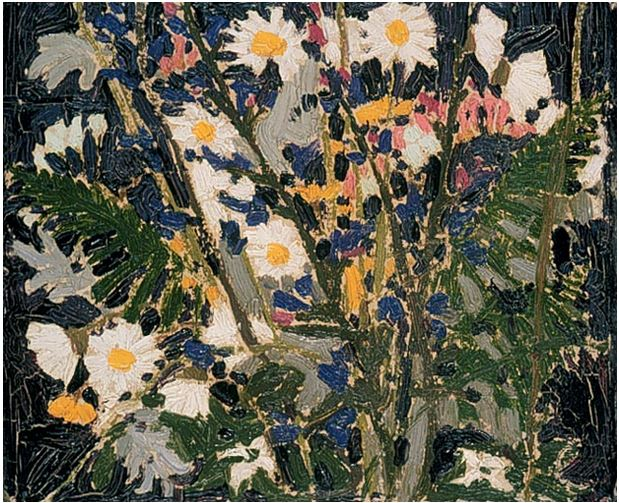
Kanadische Wildblumen, Sommer 1915. National Gallery of Canada – Musée des beaux-arts du Canada
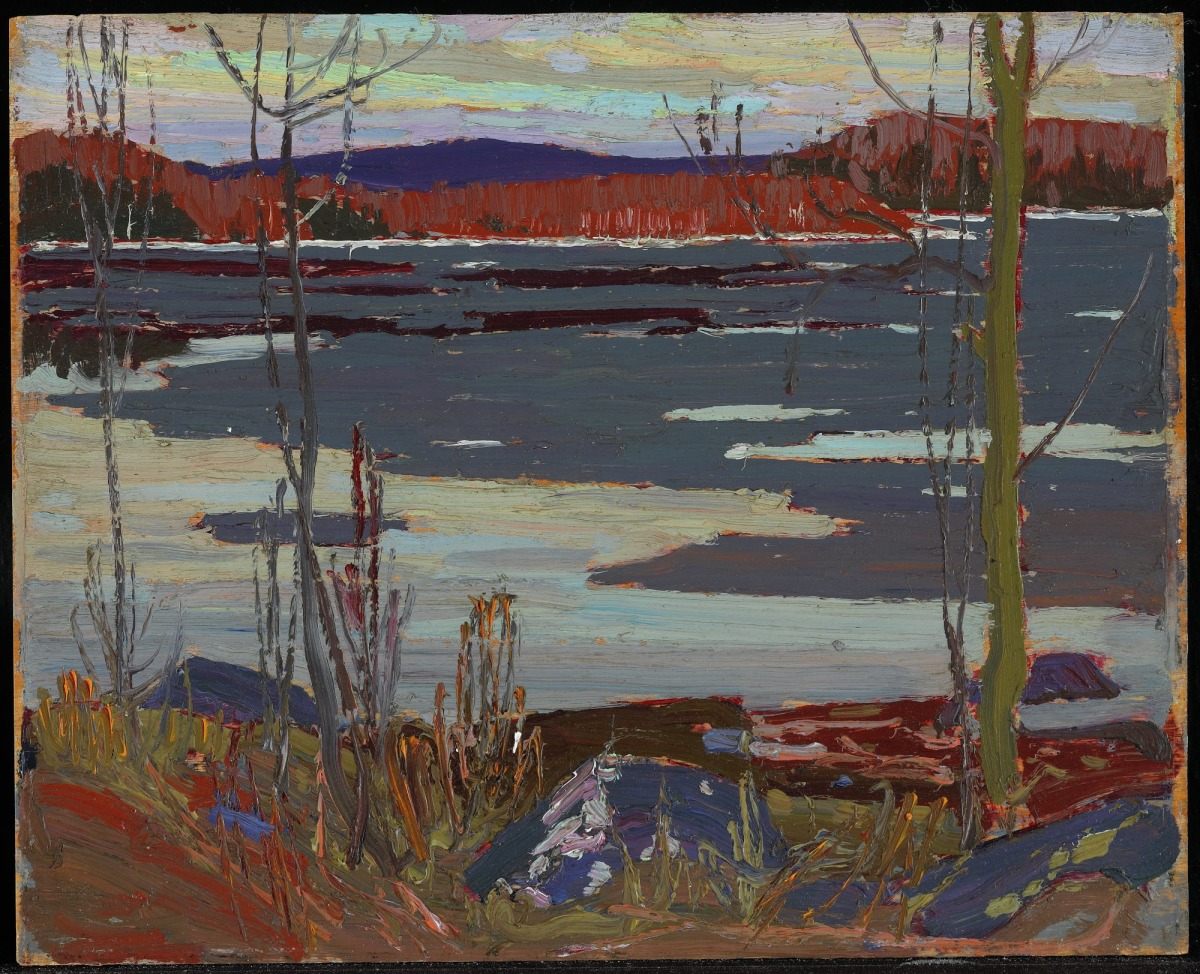
River,  Frühling 1915. National Gallery of Canada – Musée des beaux-arts du Canada
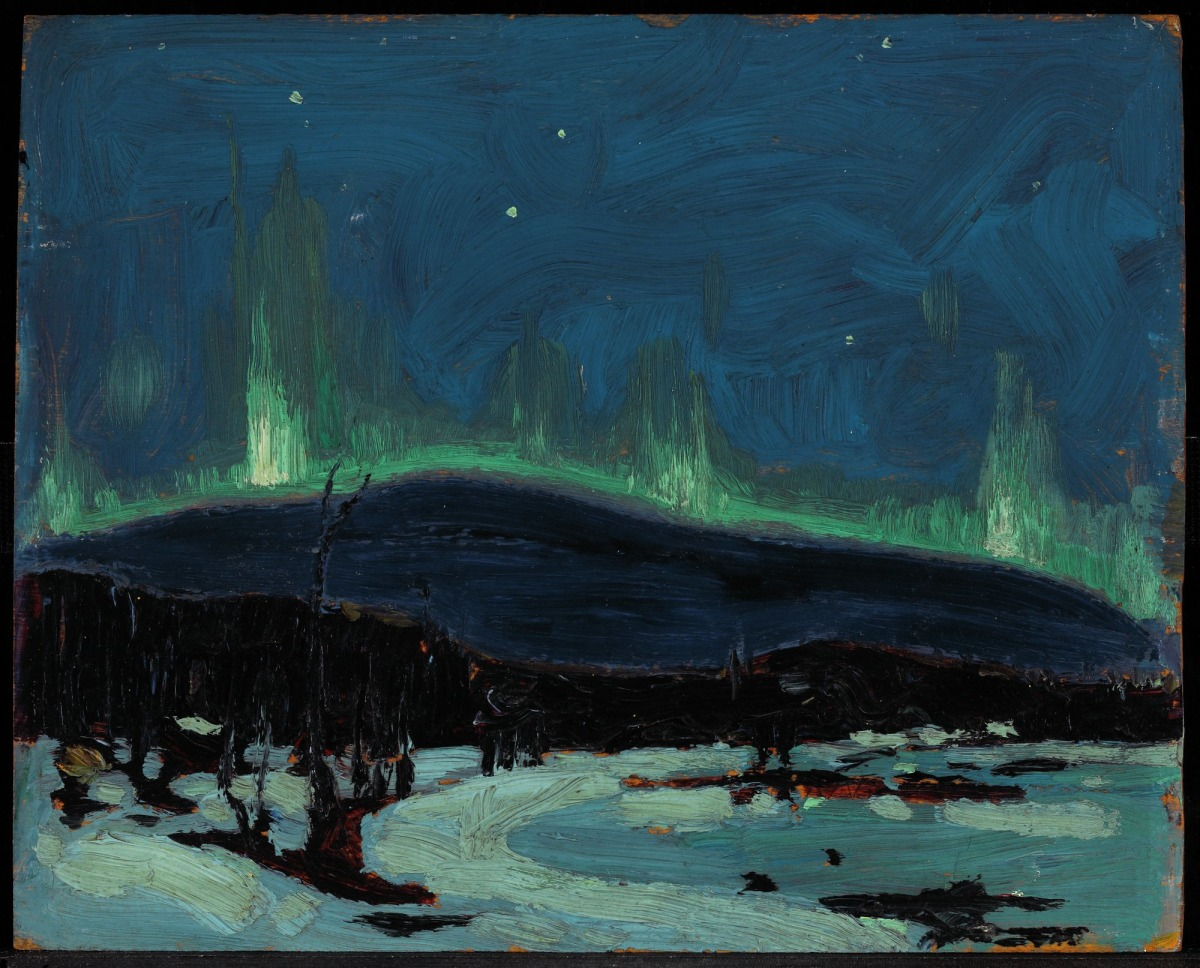
Nordlichter,  Sommer 1917. National Gallery of Canada – Musée des beaux-arts du Canada
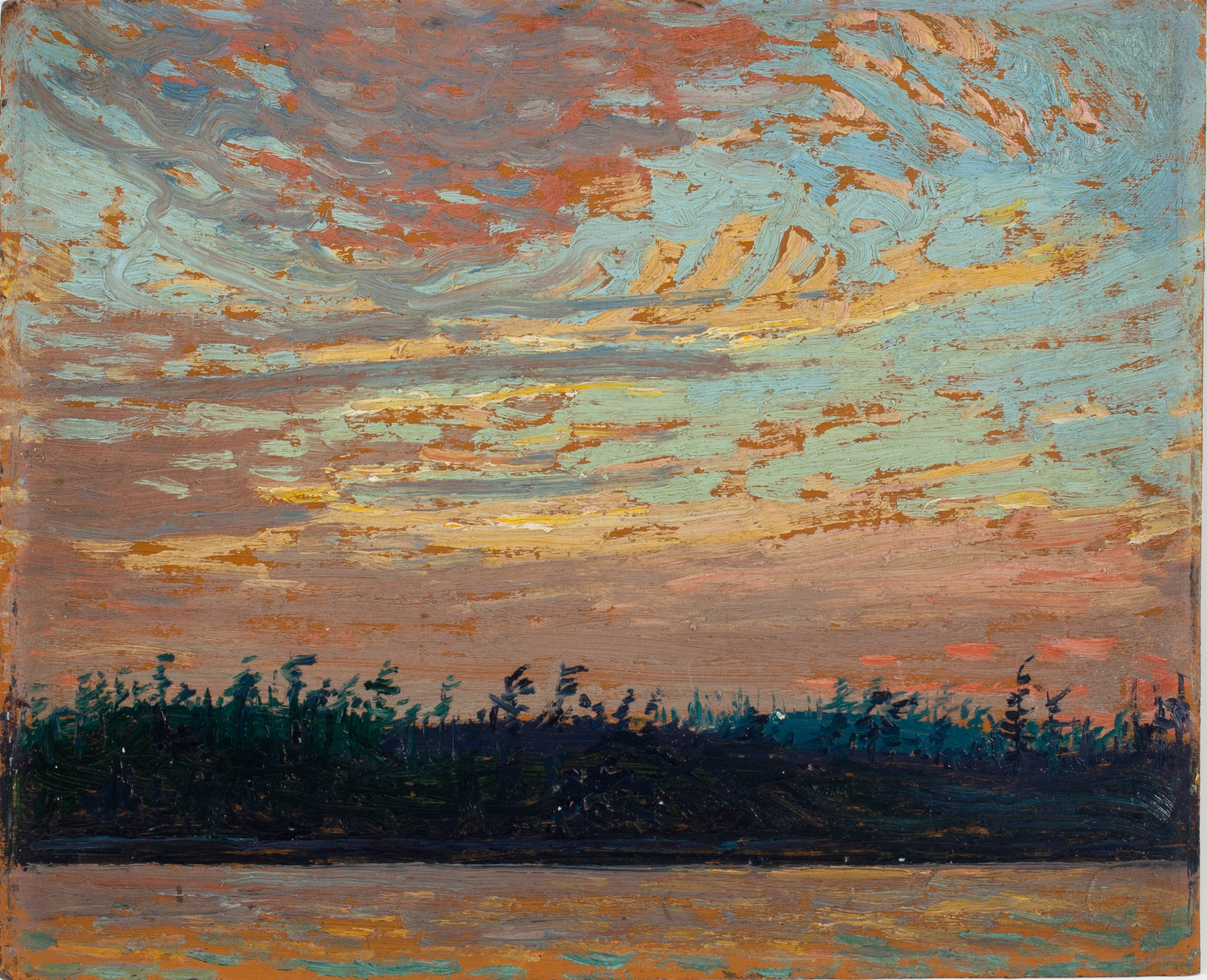
Sonnenuntergangshimmel,  Sommer 1917. National Gallery of Canada – Musée des beaux-arts du Canada
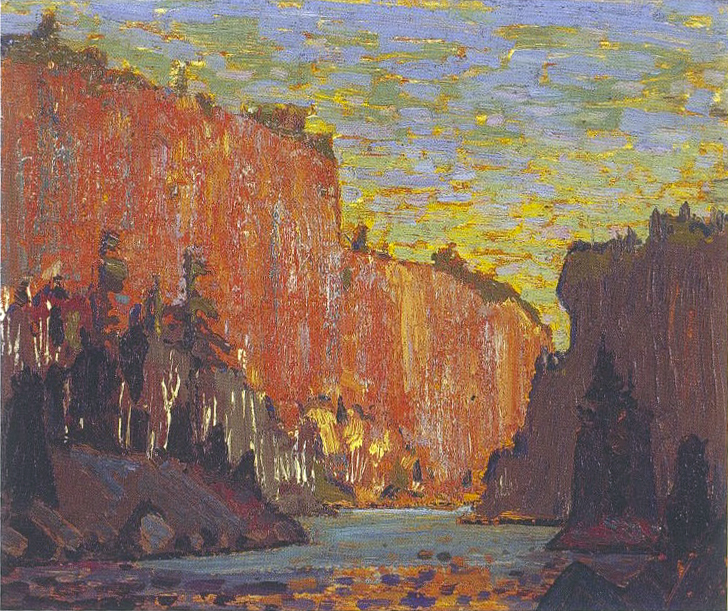
Petawawa-Schluchten, Herbst 1916. Privatsammlung
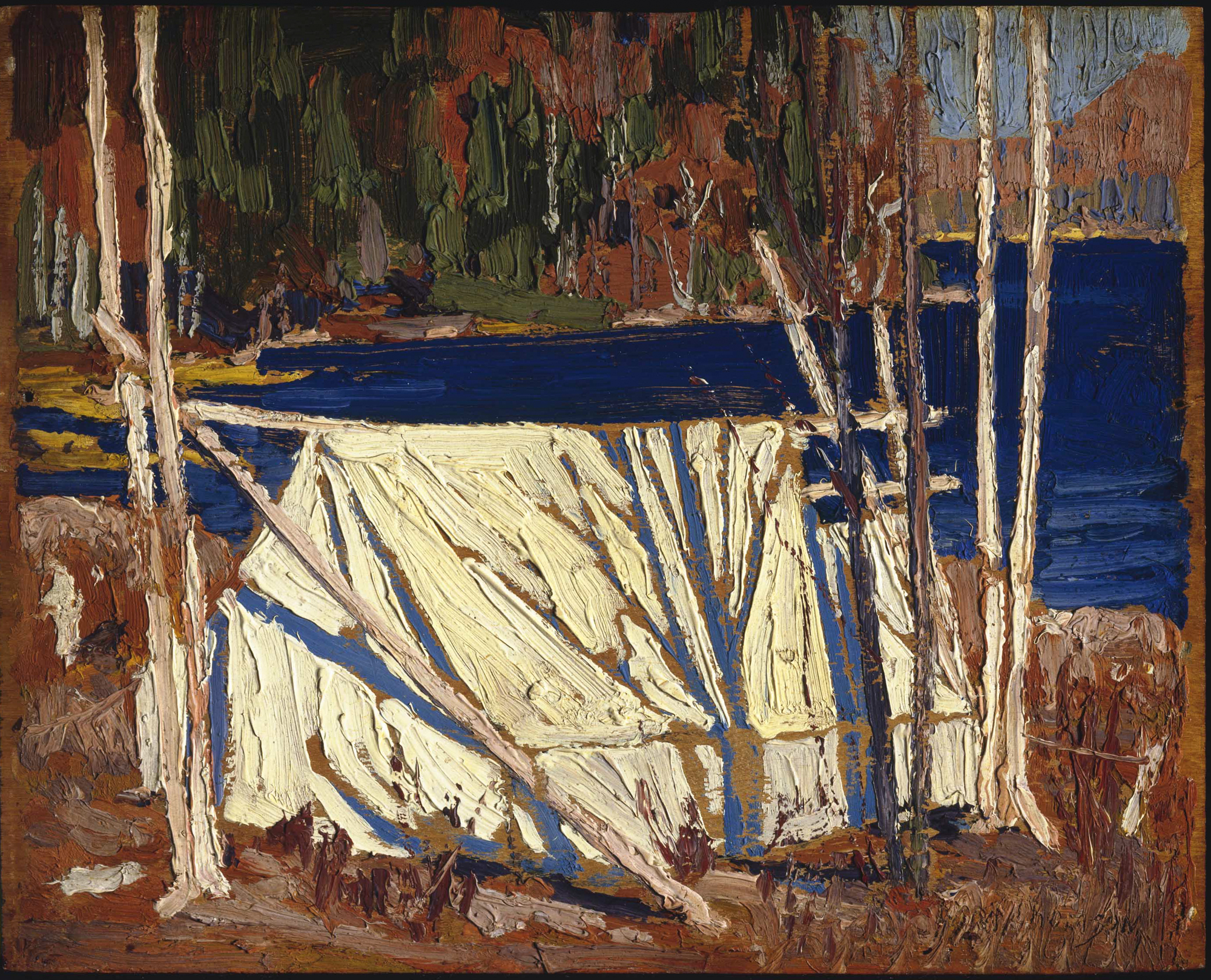
Das Zelt,  November 1915. McMichael Canadian Art Collection
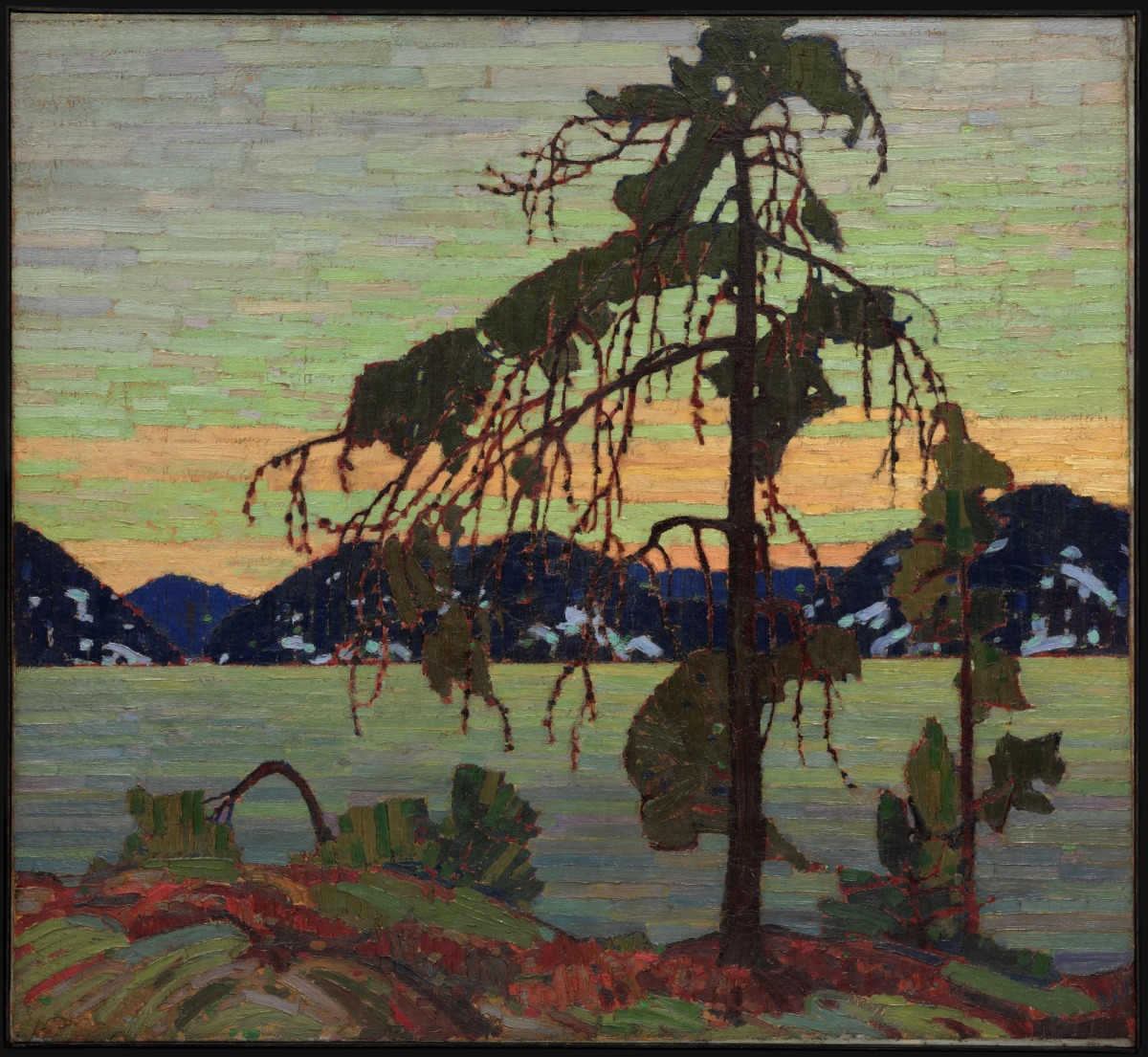
The Jack Pine (Lake Cauchon), Winter 1916/17. National Gallery of Canada, Ottawa
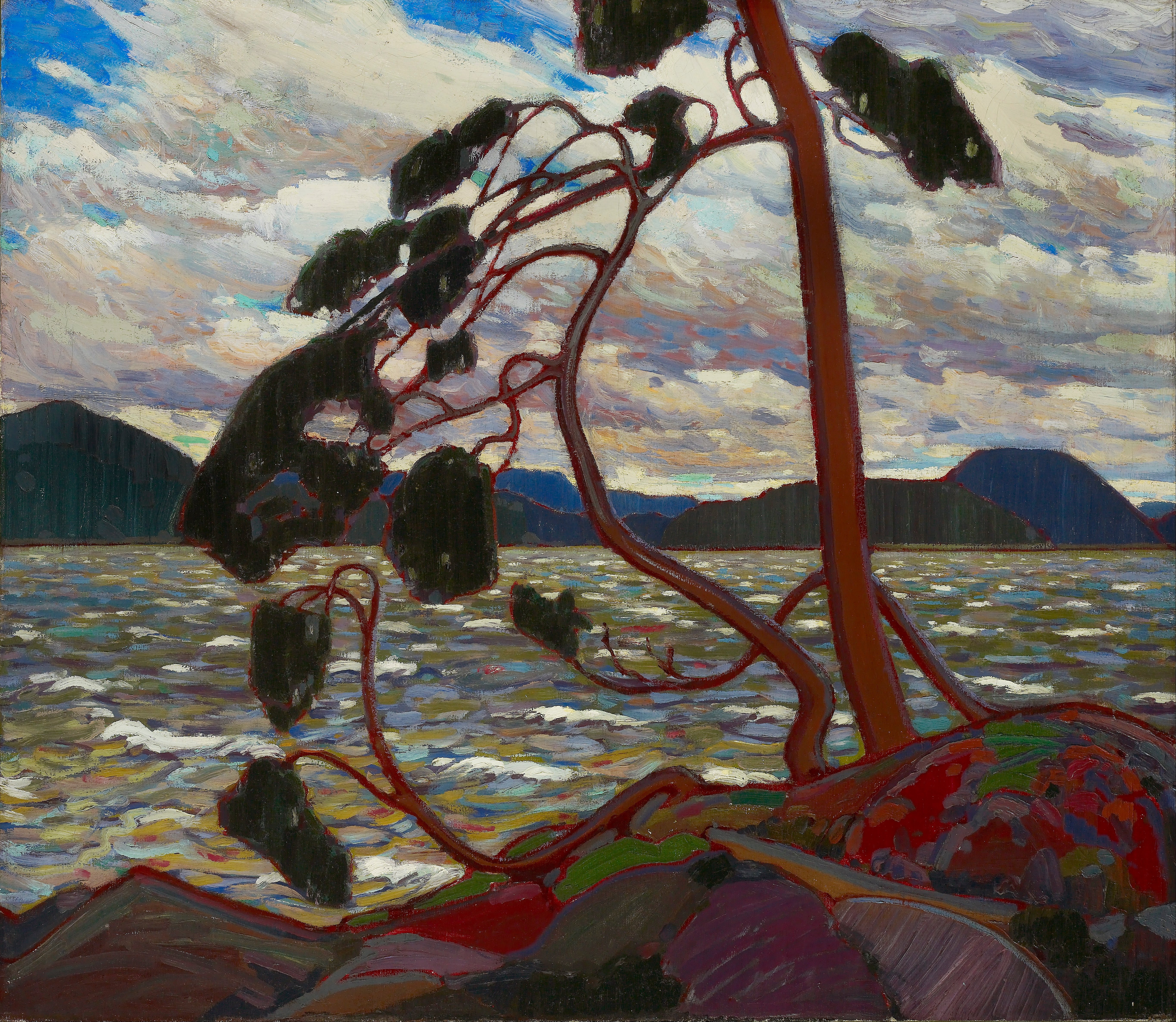
The West Wind (Algonquin Park), Winter 1916/17. Art Gallery of Ontario, Toronto
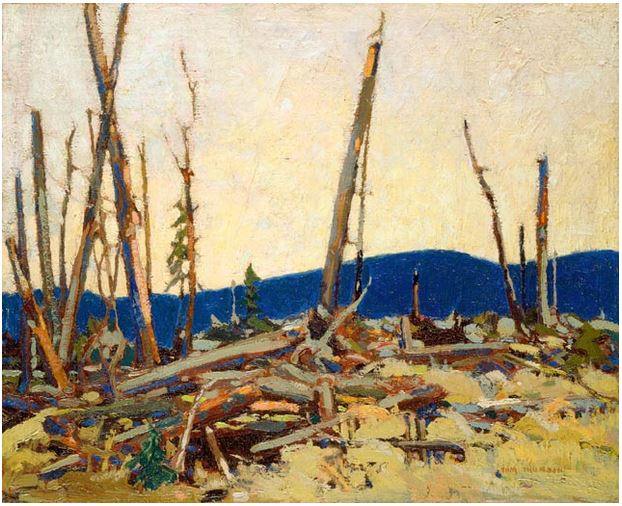
Burnt Land, Frühling 1915. National Gallery of Canada – Musée des beaux-arts du Canada